# Сундберг, Ноа Сонко
Джонатан Ноа Кемесенг Сонко Сундберг (швед. Jonatan Noah Kemeseng Sonko Sundberg; 6 июня 1996, Стокгольм) — шведский и гамбийский футболист, защитник клуба «Арис (Салоники)». Участник Олимпийских игр 2016 года в Рио-де-Жанейро.
Мать Ноа из Гамбии, а отец — швед.

## Клубная карьера

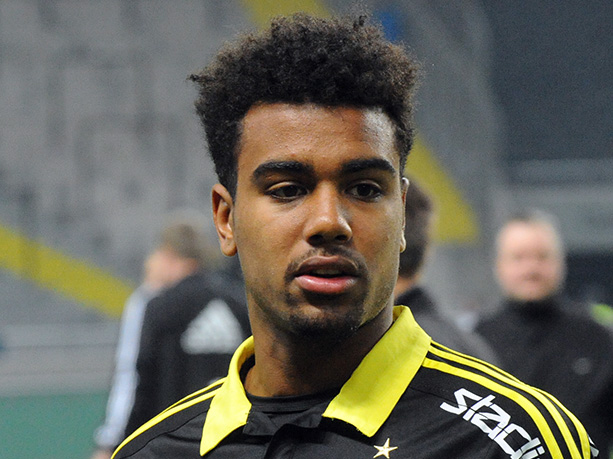
Сундберг в составе АИКа

Сундберг — воспитанник клуба АИК. 2 июня 2014 года в матче против «Броммапойкарна» он дебютировал в Аллсвенскан лиге. 20 июля в поединке против «Фалькенберга» Ноа забил свой первый гол за АИК. В начале 2016 года Сундберг для получения игровой практики на правах аренды перешёл в «Сундсвалль». 7 апреля в матче против «Эфле» он дебютировал за новый клуб. 11 апреля в поединке против «Мальмё» Ноа забил свой первый гол за «Сундсвалль».
В начале 2018 года Сундберг перешёл в «Эстерсунд», подписав контракт на 4 года.

## Международная карьера
В 2013 году в составе юношеской сборной Швеции Сундьерг занял третье место на юношеском чемпионате Европы в Словакии. На турнире он сыграл в матчах против команд Швейцарии, Австрии и России. В том же году Ноа завоевал бронзовые медали юношеского чемпионата мира в ОАЭ. На турнире он сыграл в матчах против Японии, Гондураса, Ирака, Мексики, Аргентины и дважды Нигерии.
В 2016 году Сундберг в составе олимпийской сборной Швеции принял участие в Олимпийских играх в Рио-де-Жанейро. На турнире он был запасным и на поле не вышел. Отсутствие игр на нем помогло ему получить вызов в сборную Гамбии. За неё он дебютировал 9 октября 2020 года в товарищеском матче против Конго (1:0).